# Fort Saint-Georges (Chinon)
Ne doit pas être confondu avec Fort St. George (Inde).
Le fort Saint-Georges est l'un des trois éléments de la forteresse royale de Chinon, dans la commune du même nom, dans le département français d'Indre-et-Loire.
Construit par Henri II Plantagenêt dans la seconde moitié du XIIe siècle, il est abandonné à partir du XVIe siècle. dans les années 2000, il fait l'objet de fouilles et de réhabilitation. Ses vestiges sont classés comme monuments historiques en 1926, 1927 et 1931.

## Localisation

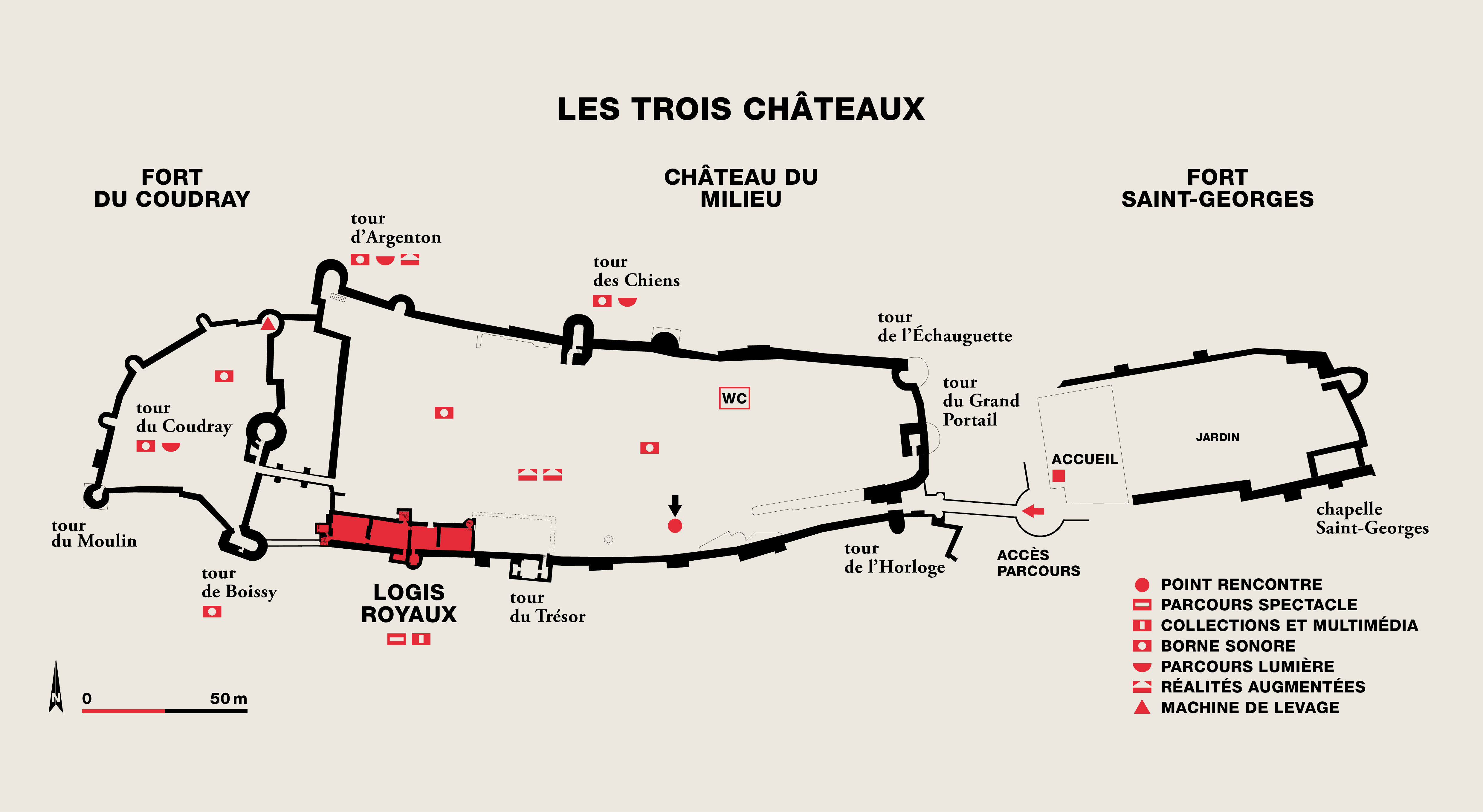
Plan de la forteresse.

Le fort Saint-Georges constitue le plus oriental des trois ensembles fortifiés qui composent le site castral. Il se situe à la naissance de l'éperon sur lequel est édifié le château dont il est séparé par un talweg orienté nord-sud.
Il se situe à une altitude moyenne de 88 m, dominant la vallée de la Vienne de plus de 40 m.

## Histoire
Le fort Saint-Georges est construit par Henri II Plantagenêt pour protéger l'entrée du château principal mais à partir du XVIe siècle il perd ce rôle défensif et les rois ne séjournent plus à Chinon. De nombreux bâtiments et deux tours y sont construites, dont l'une s'effondre en partie en 1907. Une chapelle dédiée à saint Georges et datant sans doute des Plantagenêt disparaît en 1763. Au XVIIIe siècle des vignes y sont plantées après un apport de plusieurs décimètres de terre végétale.
Les vestiges du fort sont classés comme monument historique en 1926, 1927 et 1931.
Devenu une friche agricole, le fort est acheté par le Conseil départemental d'Indre-et-Loire au début des années 2000. Des fouilles y sont réalisées et le site réhabilité.

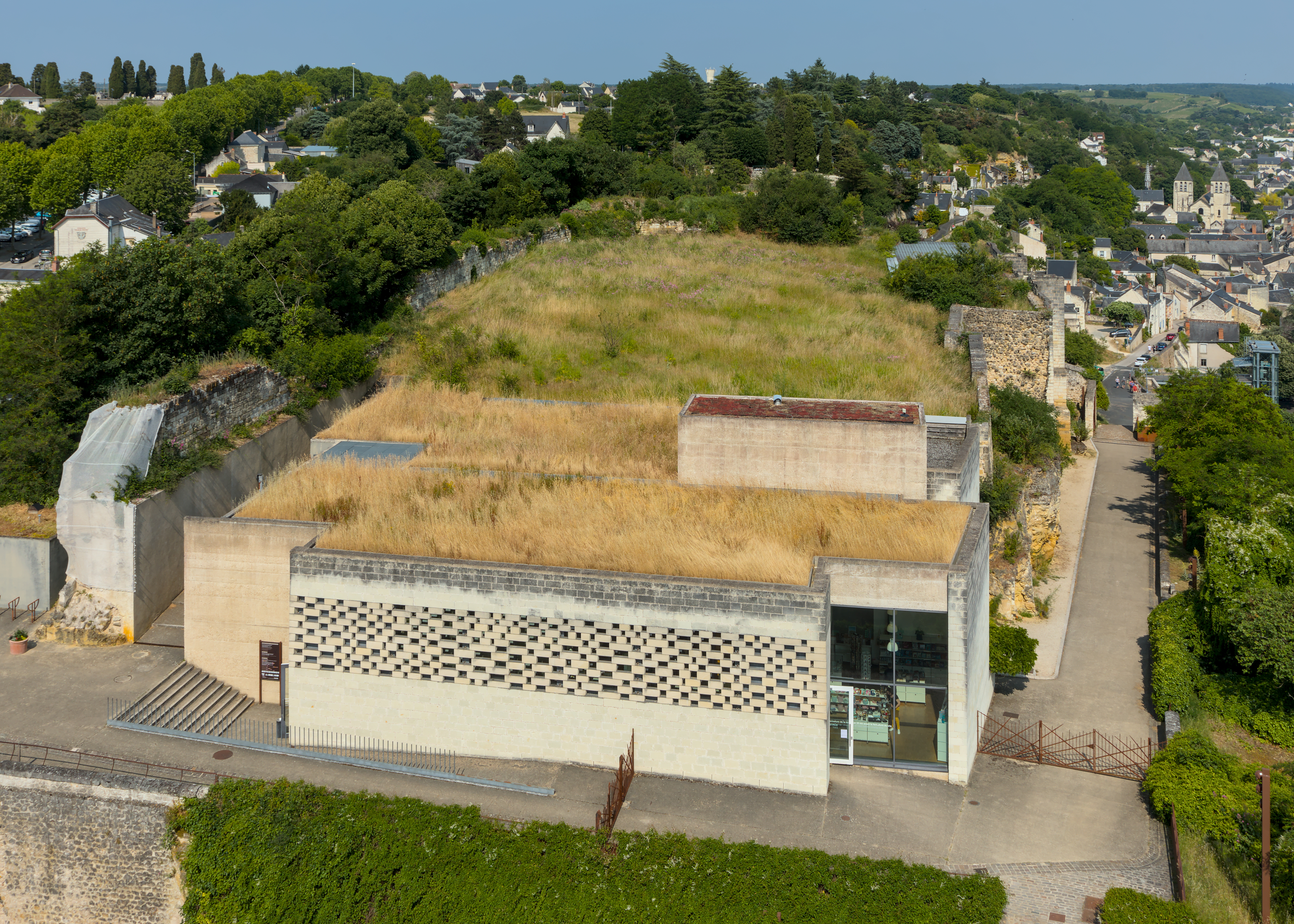
Le site en 2025, avec la billetterie de la forteresse au premier plan.

## Description
De forme presque rectangulaire, le fort est ceinturé de murailles. Vers l'ouest, sa communication avec le principal château évolue avec le temps. Plusieurs tours, construites d'origine ou ultérieurement rapportées ou modifiées, sont construites aux extrémités nord-ouest et nord-est, l'angle sud-est étant occupé par la chapelle Saint-Georges.
L'espace emmuré est densément bâti, organisé autour d'une cour, mais l'affectation des bâtiments reste incertaine, d'autant plus que ceux-ci sont modifiés à plusieurs reprises, les plus anciens datant de l'époque de la construction du fort. Il s'agit peut-être de bâtiments administratifs destinés à des fonctionnaires d'Henri Plantagenêt.

## Pour en savoir plus